# Claves

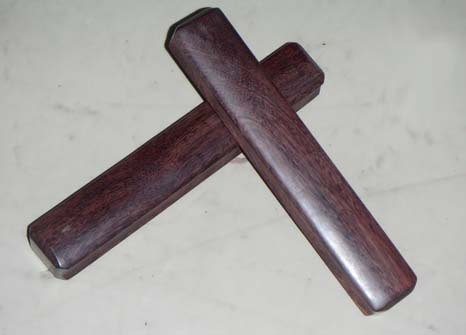
Claves

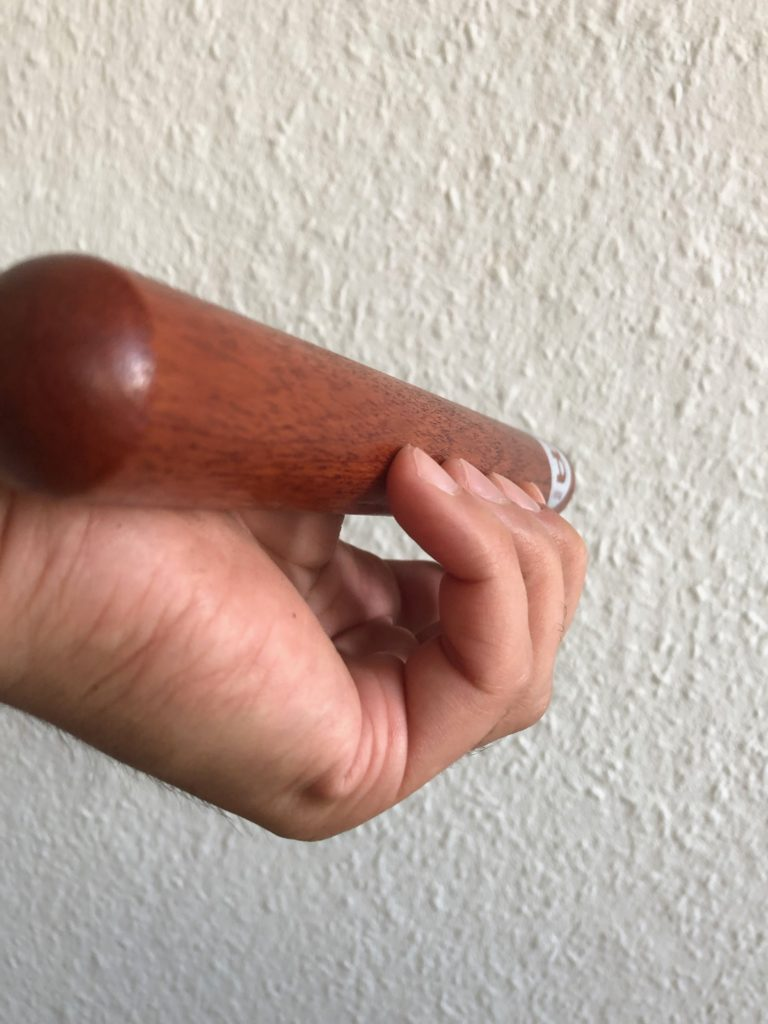
Haltung des unteren Klangstabs

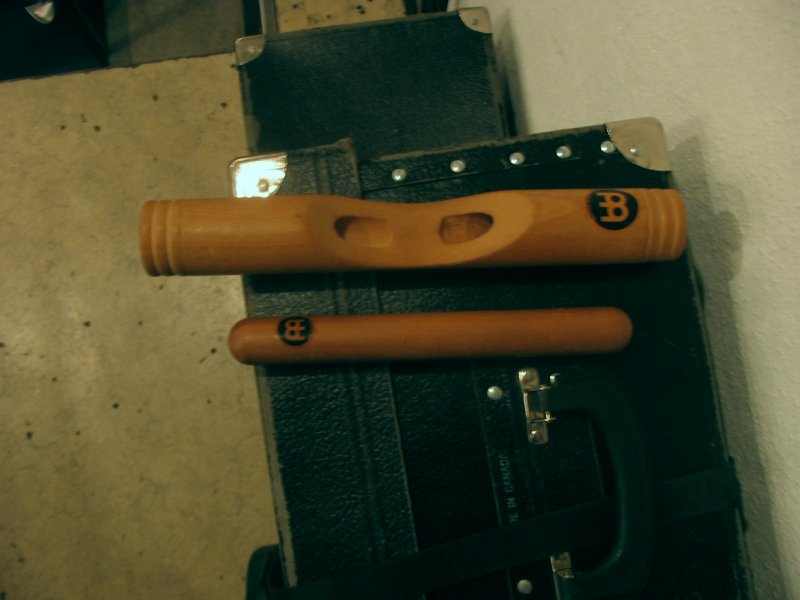
Ungleich große Claves, „afrikanische Claves“ genannt. Der ausgehöhlten Stab gehört zu den Hohlschlitztrommeln.

Claves (Pl. von spanisch clave ‚Fundament, Grundlage‘; von lateinisch clavis ‚Schlüssel‘), im deutschsprachigen Raum auch als Rumbahölzer oder allgemeiner als Klangstäbe bezeichnet, sind paarweise verwendete Perkussionsinstrumente aus der Gruppe der Gegenschlagidiophone, die ursprünglich aus Kuba stammen. Die spanische Bezeichnung der Klangstäbe verweist auf ihre Funktion, das in zahlreichen Genres der lateinamerikanischen Musik als clave bezeichnete rhythmische Fundament musikalischer Abläufe auf elementarer Ebene klanglich zu realisieren.

## Beschreibung
Die zwei runden Holzstäbe erzeugen einen trockenen, durchdringenden Klang fast ohne Nachhall. Die zylindrischen Stäbe sind 18 bis 30 Zentimeter lang und sind entweder gleich lang und besitzen den gleichen Durchmesser, oder ein Stab ist größer und hat in der Mitte eine Mulde. Zur Herstellung werden meist Hartholz, ferner Kunststoff oder andere feste Materialien verwendet.

### Spielweise
Zum Spiel liegt ein Holzstab etwa horizontal auf der nach oben geöffneten Hand und liegt dabei an zwei Stellen – idealerweise nahe den Schwingungsknoten bei etwa 20 und 80 % der Länge – am Daumenballen bzw. mehreren Fingerspitzen auf. Der zweite Holzstab wird bei etwa 20 % seiner Länge locker zwischen Daumen und 1 bis 2 Fingern der zweiten Hand gehalten und ist dabei horizontal um rund 60° gegenüber dem ersten Holz verdreht. Zur Tonerzeugung wird nun mit dem Ende des zweiten Holzes von oben wippend auf die Mitte des ersten Holzstabs geschlagen. Von den schwingenden Stäben ausgehender Schall wird von den Händen reflektiert, die in ihren Wölbungen auch Resonanzräume der Luft bilden.

### Funktion
Trotz ihrer Einfachheit sind Claves für verschiedene Genres und Stile der lateinamerikanischen Musik fundamental. Sie dienen insbesondere in der lateinamerikanischen Musik zur Verklanglichung eines als clave bezeichneten rhythmischen Musters, nach dem sich alle Teilnehmenden richten. In der kubanischen Musik hört man die Claves im Son, Rumba, Salsa oder Salsaton. In kolumbianischer oder puerto-ricanischer Salsa werden die Claves seltener gespielt, sind aber ein typisches Merkmal für kubanische Salsa.

### Verbreitung
Claves gehören wie die größeren Schlagbalken zu den Klanghölzern, die eine lange Tradition in vielen Kulturen haben. In Venezuela werden eine oder mehrere kurze Bambusröhren quitipla verwendet. Sie werden mit einer Stirnseite auf eine feste Oberfläche oder gegeneinander geschlagen. Flache Gegenschlagstäbe heißen in Spanien tejoletas. Die australischen Aborigines verwenden Clapsticks. Im Schweizer Brauchtum kommt das aus zwei gegeneinander geschlagenen Holzbrettchen bestehende Chlefelen vor.
Die in Puerto Rico eingesetzten cuá sind zwei dünne Holzstäbe, die anders als die Claves zu den Aufschlagidiophonen gehören. Im Tanzmusikstil Bomba werden die cuá üblicherweise auf den Korpus der Fasstrommel buleador oder auf eine Bambusröhre geschlagen.